# 진도 남동리 쌍운교 및 단운교
진도 남동리 쌍운교 및 단운교(珍島 南洞里 雙雲橋 및 單雲橋)는 대한민국 전라남도 진도군 임회면 남동리, 남도석성에 있는 조선시대에 만들어진 2개의 무지개 다리이다. 2001년 6월 5일 전라남도의 문화재자료 제215호로 지정되었다.

## 개요
진도 남도석성의 남문 밖을 흐르는 개울인 세운천을 건너는 2개의 무지개 다리이다. 남도석성(사적 제127호)은 고려 원종(재위 1259∼1274), 삼별초가 진도에서 몽골과 항쟁을 벌일 때 해안지방을 방어하기 위해 쌓은 성으로, 삼별초가 제주도로 옮겨갈 때 이곳에서 출발했다고 전해진다.
단운교는 옆에서 볼 때 무지개 모양을 하고 있으며, 다리 위에는 흙을 돋우고 잔디를 심었다. 길이 4.5m, 너비 3.6m, 냇바닥에서 다리 중앙부위까지의 높이 2.7m로 작은 규모이다. 이 지방에 흔한 돌을 다듬지 않고 그대로 이용하였는데, 다리의 아치 윗부분에는 편마암질의 돌을 판석 형태로 사용하고 아랫부분에는 윗부분에 사용된 돌보다 약간 큰 강돌을 사용하였다. 특히 흥미로운 것은 아치 부분인데, 다듬지 않은 납작한 모양의 돌을 세로로 세워서 불규칙하게 아치형태로 돌려 쌓았다.
단운교에서 약 40m가량 떨어진 쌍운교는 개울의 너비가 단운교보다 넓어 쌍무지개 형식으로 만든 점이 단운교와 다르다. 단운교와 마찬가지로 편마암질의 다듬지 않은 돌과 강돌로 쌓아 만들었다.
단운교가 세워진 시기는 1870년 이후로 생각되나 정확한 기록은 남아 있지 않으며, 쌍운교는 주민들에 의해 1930년 즈음에 세워졌다고 전한다. 이 두 다리는 비록 규모는 작으나 단아한 멋이 있고, 다듬지 않은 자연석을 사용하여 투박하기는 하지만 오히려 서민적인 정취를 느낄 수 있다.

## 같이 보기
- 진도 남도석성 - 사적 제127호

## 참고 문헌
- 진도남동리쌍운교및단운교 - 국가유산청 국가유산포털